# Olympic 60
Olympic 60 je vinylový 5LP box, který byl vydán k význačnému jubileu kapely. 
Výběr obsahuje 60 písní mapující celou éru Olympiku a byl schválen Petrem Jandou.
Box navíc obsahuje 5 různobarevných vinylů s maximálně možným Hi-Res zvukem, připraveným z dostupných pásů; 5 albových obalů; 5 retro podpisových karet; 2 plakáty v původní velikosti, jeden historický a druhý aktuální; 1 fotoknihu v LP rozměru, sestavenou ze zčásti neznámých záběrů. 
Box byl vydán v počtu 800 přísně limitovaných a individuálně číslovaných kusů.

## Seznam skladeb LP 1
| Pořadí | Název                     | Délka |
| ------ | ------------------------- | ----- |
| 1.     | Smutný holič z Liverpoolu |       |
| 2.     | Dědečkův duch             |       |
| 3.     | Nejím a nespím            |       |
| 4.     | Snad jsem to zavinil já   |       |
| 5.     | Dej mi víc své lásky      |       |
| 6.     | Vzpomínka plíživá         |       |
| 7.     | Nebezpečná postava        |       |
| 8.     | Želva                     |       |
| 9.     | Krásná neznámá            |       |
| 10.    | Strejček Jonatán          |       |
| 11.    | Kufr                      |       |
| 12.    | Pták Rosomák              |       |
| 13.    | Čarodějka                 |       |
| 14.    | Čekám na zázrak           |       |
| 15.    | Otázky                    |       |

## Seznam skladeb LP 2
| Pořadí | Název                        | Délka |
| ------ | ---------------------------- | ----- |
| 1.     | Dynamit                      |       |
| 2.     | Bon soir, mademoiselle Paris |       |
| 3.     | Tvé neklidné svědomí         |       |
| 4.     | Vrať mi moji hořkou lásku    |       |
| 5.     | Vůně benzínu                 |       |
| 6.     | Slzy tvý mámy                |       |
| 7.     | Únos                         |       |
| 8.     | Slunce                       |       |
| 9.     | To znáš                      |       |
| 10.    | Sprcha                       |       |
| 11.    | Mráz                         |       |
| 12.    | Nechoď dál! (Město)          |       |

## Seznam skladeb LP 3
| Pořadí | Název                             | Délka |
| ------ | --------------------------------- | ----- |
| 1.     | Nejsem sám                        |       |
| 2.     | Ty slzy dávno vpila tráva         |       |
| 3.     | Vlak, co nikde nestaví            |       |
| 4.     | Taky jsem se narodil bos          |       |
| 5.     | Co všechno se tu může stát (Voda) |       |
| 6.     | Nikdo nejsme akorát               |       |
| 7.     | Okno mé lásky (Láska)             |       |
| 8.     | Co s tím?                         |       |
| 9.     | Je to tvá vina                    |       |
| 10.    | Osmý den                          |       |
| 11.    | Kanagom                           |       |

## Seznam skladeb LP 4
| Pořadí | Název                      | Délka |
| ------ | -------------------------- | ----- |
| 1.     | Já (Sobectví)              |       |
| 2.     | Blíženci                   |       |
| 3.     | Pohlazení skoro jako láska |       |
| 4.     | Jako za mlada              |       |
| 5.     | Jasná zpráva               |       |
| 6.     | Když ti svítí zelená       |       |
| 7.     | Písečnej červ              |       |
| 8.     | Dávno                      |       |
| 9.     | Proč zrovna ty             |       |
| 10.    | Giordano Bruno             |       |

## Seznam skladeb LP 5
| Pořadí | Název                               | Délka |
| ------ | ----------------------------------- | ----- |
| 1.     | Manekýny                            |       |
| 2.     | Krása dýmů                          |       |
| 3.     | Smečka psů                          |       |
| 4.     | Květinové dítě                      |       |
| 5.     | Jednou                              |       |
| 6.     | S tebou                             |       |
| 7.     | Pane můj (Rocková modlitba)         |       |
| 8.     | Já nejsem zlej                      |       |
| 9.     | Nech si o tom zdát                  |       |
| 10.    | Ještě jednou chtěl bych býti klukem |       |
| 11.    | Pádím                               |       |
| 12.    | Pálím tvář                          |       |